# Lar
LAR, revista mensual de la Asociación Gallega de Beneficencia y Mutualidad, adscrita al «Hospital Gallego» de Buenos Aires (1934-1963). Tiene personalidad jurídica por Superior Decreto de 25 de septiembre de 1935.Está inscrita en el Registro Nacional de Mutualidades bajo el número 19, y en el Registro de la Propiedad Intelectual con el número 346.294.
Esta revista, en la que colaboraron ilustres personalidades argentinas y gallegas, «nació con la gratísisma misión de difusión cultural», lo que le mereció los más cálidos elogios de la prensa internacional.
Tuvo una periodicidad mensual, aunque con bastantes irregularidades. Era una revista bilingüe, con un predominio del español, pero incluyendo numerosas colaboraciones en gallego. Los temas que se trataban en sus números versas en torno a problemáticas de interés para los afiliados de la Asociación Gallega de Beneficencia y Mutualidad de Buenos Aires, como por ejemplo, las nuevas autoridades, servicios médicos, informes sociales, programa de actos, movimiento de socios, etc. Dedican cada año varios números a la conmemoración del Día de Galicia, en los que numerosos intelectuales gallegos colaboran con artículos sobre la cultura e historia de Galicia y su pueblo, las relaciones hispano-argentinas y obras de creación literaria.

## Colaboradores
- Albino Núñez Domínguez
- Alberto Vilanova Rodríguez
- Antonio Fraguas Fraguas
- Baldomero Cores Trasmonte
- Domingo García-Sabell
- Florentino López Cuevillas
- Xosé Ramón Fernández-Oxea
- J. Rof Carballo
- Leandro Carré Alvarellos
- Paulino Pedret Casado
- Ricardo Carballo Calero
- Ramón Menéndez Pidal
- Ramón Otero Pedrayo
- Salvador de Madariaga
- Valentín Paz Andrade